# Maniola feminea
Maniola feminea är en fjärilsart som beskrevs av Gary R. Graves 1930. Maniola feminea ingår i släktet Maniola och familjen praktfjärilar. Inga underarter finns listade i Catalogue of Life.